# 南山淩家大院
南山淩家大院位於四川省德陽市中江縣，文物遺址年代判定為清。2012年7月16日公佈為第八批四川省文物保護單位。
南山淩家大院位於四川省德陽市中江縣南山鎮三馬村5組，建於清代，坐東北向西南，為土木石結構建築，復合四合院佈局。現總占地面積3158平方公尺，現存建築面積2108平方公尺。中軸線上共有三進正房，兩側為廂房。中軸線上的主體院落兩側另有對稱佈局的天井、偏房，與主體院落融為一體，構成整個院落。南山淩家大院系當地淩氏家族清代入川時所建，規模宏大，對於研究清代移民史、客家文化和民居建築均具有較高價值。